# Sorrow (canción de Pink Floyd)
«Sorrow» es la última canción del álbum de 1987 de Pink Floyd, A Momentary Lapse of Reason, aunque se tocó séptima en las giras de 1987/88/89/90. Fue compuesta en letra y música por David Gilmour.

## Composición
Gilmour ha declarado que aunque sus letras no son su punto fuerte, la canción es uno de sus mayores esfuerzos líricos.

## Personal en la versión de estudio
- David Gilmour - Guitarra, voz, teclados, programación, sintetizador y máquina de batería
- Richard Wright - Sintetizador Kurzweil
- Tony Levin - Bajo eléctrico
- Bob Ezrin - teclados adicionales
- Darlene Koldenhaven, Carmen Twillie, Phyllis St. James, Donnie Gerard - segundas voces

## Personal en las versiones deDelicate Sound of ThunderyP•U•L•S•E
- David Gilmour - Guitarra, voz.
- Nick Mason - Batería
- Richard Wright - Teclados, segundas voces.
- Guy Pratt - Bajo
- Jon Carin - Teclados, segundas voces y programación.
- Tim Renwick - Guitarra rítmica
- Gary Wallis - Percusión, batería.

## Dato de casualidad
Casualmente, Sorrow cierra A Momentary Lapse of Reason y también cierra el primer disco de Echoes: The Best of Pink Floyd porque se ubica en el disco 1, track 13 (final del primer disco).